# Chiyo Uno
Chiyo Uno (宇野 千代 Uno Chiyo?,  28 de noviembre de 1897 – 10 junio de 1996) fue una autora japonesa que escribió varias obras importantes, y además una reconocida diseñadora de kimonos. Tuvo influencia significativa tanto en la moda como en el cine y la literatura de Japón. 
Nació en una zona de Iwakuni conocida como Kawanishi. Después de un éxito literario inicial y de haber ganado un premio de narrativa breve, Uno dejó a su primer marido y se mudó a Tokio. Como muchos jóvenes japoneses de 1920, quedó fascinada con la cultura y la moda estadounidense y europea: fue una de las primeras mujeres en Japón en cortarse el cabello. Más allá del estilo de peinado, Uno también empezó a perseguir la vida de mujer de "espíritu libre", quería ser una ser un "mo-ga", o chica moderna y no estar limitada a la tradicional función de apoyo de mujer y madre. Se convirtió en parte del mundo bohemio de Tokio y estableció relaciones con otros escritores, poetas y pintores.

## Confesiones de Amor
En 1935, Uno publicó la novela Confesiones de Amor, que le trajo una grana fama. Detalla la vida de un artista y sus aventuras amorosas, así como el fracasado intento de suicidio con su amante. Uno no sólo tuvo un idilio con Seiji Togo, el artista en quien está basada novela, sino que convirtió esta historia en  libro con buenas ventas. También escribió con soltura desde la perspectiva de un hombre, lo cual le añadió atractivo a su libro.
Poco después del éxito de Confesiones de Amor, Uno editó la revista  Sutairu, o Estilo, la era la primera de su clase en Japón que se ocupaba de modas extranjeras.
Uno también demostró su talento para diseñar kimonos. Sutairu tomó mucho de su tiempo a través de las décadas siguientes, pero aun así  continuó escribiendo y fomentando la curiosidad de una fiel audiencia de mujeres japonesas que encontraron un sentido de liberación en la prosa de Uno. Si bien los lectores de Uno permanecían dentro de fronteras convencionales,  podían huir brevemente a través de estas historias de amantes y enredos. A pesar de su obvia feminidad, desde Confesiones de Amor y a través de su carrera literaria, Uno era capaz de escribir hábilmente desde voces masculinas o femeninas. Uno también fue exitosa como diseñadora de kimonos y junto con su diseñadora ayudante, Tomiyo Hanazawa, viajó a los Estados Unidos en 1957 para presentar el primer espectáculo de kimonos de moda en ese país.

## Legado
Años más tarde, la popularidad de Uno se formalizó al ser reconocida por el Emperador y asumió el honor de ser una de las escritoras japonesas más ancianas y talentosas de Japón. En 1983 publicó las memorias Seguiré viviendo (Ikite Iku Watakushi), que fueron ampliamente leídas y adaptadas para televisión. Uno declaró  que la esencia de su vida era no haber seguido las reglas de nadie más y haber hecho lo que siempre quiso. Casada varias veces con diferentes grados de éxito, Uno encontró difícil quedarse sólo con un hombre. Se dice que incluso se cambiaba de casa cada vez que un amorío importante o un matrimonio acababa.